# Nursel
Nursel ist ein weiblicher Vorname.

## Bedeutung
Nursel ist ein türkischer Name. Übersetzt bedeutet er „Flut des Heiligen Lichtes“.

## Bekannte Namensträger
- Nursel Köse, eine Schauspielerin, Autorin und Kabarettistin